# Crudaria albomaculata
Crudaria albomaculata är en fjärilsart som beskrevs av Aurivillius 1924. Crudaria albomaculata ingår i släktet Crudaria och familjen juvelvingar. Inga underarter finns listade i Catalogue of Life.